# Чаплиевка (Сумская область)
Чаплиевка (укр. Чапліївка) — село, Шосткинская городская община, Шосткинский район, Сумская область, Украина.
Код КОАТУУ — 5925387301. Население по переписи 2001 года составляло 1438 человек.

## Географическое положение
Село Чаплиевка находится на берегу реки Осота в месте впадения её в реку Десна, выше по течению на расстоянии в 5 км расположено село Клишки, выше по течению реки Десна на расстоянии в 7 км расположено село Тимановка. На противоположном берегу — село Лушники. На реке небольшая запруда.

## История
- Село Чаплиевка известно с 50-х годов XVII века.
- Вблизи села Чаплиевка обнаружены поселения времени неолита, бронзы и скифских времен.

## Экономика
- Овце-товарная ферма.
- «Осота», ООО.
- «Десна», сельхозпредприятие.
- «Дия», ЧП.

## Объекты социальной сферы
- Школа.
- Народный музей истории.

## Достопримечательности
- Братская могила советских воинов.